# Oleg Cassini
Oleg Cassini (París, Francia, 11 de abril de 1913 - Long Island, Nueva York, 17 de marzo de 2006) fue un diseñador de moda franco-estadounidense.

## Primeros años de vida
Era hijo de un matrimonio de aristócratas rusos, quienes fueron obligados a salir de su país tras la Revolución de 1917. El matrimonio se mudó a Italia, con su economía arruinada, pero la madre cosechó cierto éxito al confeccionar vestidos. Posteriormente, su hijo decidió también dedicarse al diseño de moda.
Viajó a Estados Unidos en 1936 y tuvo varios puestos de diseño en Nueva York, antes de ir a Hollywood, donde consiguió un empleo en la Paramount a comienzos de la década de 1940.

## Matrimonio e hijos
En 1941 contrajo matrimonio con la bellísima debutante Gene Tierney, que se convirtió en una de las grandes estrellas de la década de los cuarenta. Tuvieron dos hijas. Se divorciaron en 1952.

## Carrera
El matrimonio Cassini había sido amigo de los Kennedy durante años, especulándose una relación entre el futuro presidente y la estrella de Hollywood. Diseñó los vestidos que ayudaron a que Jacqueline Kennedy fuera la primera dama más glamurosa en la historia de Estados Unidos. Jacqueline, quien tenía apenas 31 años cuando su marido fue elegido presidente, fue considerada como un ejemplo de elegancia en la Casa Blanca entre 1961 y 1963. Sus vestidos sencillos inspirados en figuras geométricas y creados con finas telas impusieron un modelo para el atuendo de muchas mujeres, desde adultas jóvenes hasta ancianas.
Muchos estadounidenses recuerdan también los sombreros pequeños, redondos y sin alas, así como los elegantes peinados de la ex primera dama.
Cassini dijo que poco después de que John F. Kennedy ganó las elecciones, el diseñador convenció a la esposa del presidente electo de que lo pusiera a cargo de toda su imagen. Jacqueline eligió así como su único diseñador a Cassini, quien había trabajado en la confección de algunos vestuarios para Hollywood, antes de introducirse en el mundo de la moda.
Al parecer sus contactos llegaron a más, pues mantuvo relaciones con Betty Grable, Lana Turner o Ursula Andress.
Cassini falleció en su casa de Long Island (Estados Unidos).